# Филиппенко, Алексей
Алексе́й Влади́мир Филиппе́нко (англ. Alexei Vladimir Filippenko; род. 25 июля 1958 года в Окленде, Калифорния, США), известен также как А́лекс Филиппе́нко — американский астрофизик, профессор астрономии Калифорнийского университета в Беркли.

## Биография

### Происхождение
Родился 25 июля 1958 года в Окленде (Калифорния, США). Происхождение — из украинцев, проживающих в США.
Филиппенко получил степень бакалавра по окончании Калифорнийского университета в Санта-Барбаре в 1979 году и доктора философии в астрономии по окончании Калифорнийского технологического института в 1984 году.

### Исследовательская деятельность
Его исследования направлены на сверхновые и активные галактики в оптических, ультрафиолетовых и ближних инфракрасных длинах волн. Филиппенко был членом научных проектов Supernova и HIGH-Z Supernova Search, которые занимались наблюдением за сверхновыми звёздами и ускоряющейся Вселенной. В результате было предположено существование тёмной энергии, что стало большим прорывом для науки в 1998 году.
Филиппенко разработал и запустил роботизированные телескопы, которые занимаются поиском сверхновых. Он также является членом Ньюкеровской группы учёных, использующей космический телескоп Хаббл для изучения сверхмассивных чёрных дыр. Индекс цитируемости Филиппенко оценивается как наиболее высокий среди исследователей в области космической науки за период с 1996 по 2006 годы.
Алексей Филиппенко часто принимает участие в научно-популярном документальном телесериале «Вселенная» на телеканале History Channel, сериале «Как устроена вселенная» и множестве других подобных.

## Достижения и награды
Филиппенко был удостоен премии Ньютона Лейси Пирса по астрономии в 1992 году и стипендии Гуггенхайма в 2000 году, а в 1997 г. — Petrie Prize Lecture. Он был избран членом Национальной академии наук в 2009 году.
Он получил множество наград за обучение студентов, в том числе в 2007 году премию памяти Рихтмайера, вручаемую ежегодно Американской ассоциацией учителей физики, и премию Карла Сагана за популяризацию науки в 2004 году.
В 2006 году Филиппенко был удостоен премии Профессор года США. Студенты Калифорнийского университета в Беркли признали его в качестве «Лучшего профессора» на территории кампуса девять раз. Филиппенко выиграл в 2010 году премию Ричарда Эммонса за выдающиеся достижения в преподавании астрономии в колледже, выданное Тихоокеанским астрономическим обществом.